# Dana Gould
Dana Gould (* 24. srpna 1964 Hopedale, Massachusetts) je americký stand-up komik, herec, scenárista a hlasový herec, který se objevil na stanicích HBO, Showtime a Comedy Central. Namluvil Hi Lariouse v televizním seriálu Father of the Pride (2004–2005) a titulní postavu v sérii Gex.

## Raný život
Gould se narodil 24. srpna 1964 v Hopedale ve státě Massachusetts jako páté ze šesti dětí. Byl vychováván jako římský katolík a sloužil jako ministrant v římskokatolické diecézi Worcester.

## Kariéra
Gould začal vystupovat s komedií na jevišti ve svých 17 letech. Po střední škole studoval komunikaci a divadlo na Framingham State College, ale po roce se přestěhoval do San Franciska, aby se věnoval kariéře komika. Právě tam v roce 1986 založil spolu s kolegou komikem Alexem Reidem spolek San Francisco Comedy Condo.
Gould vystupoval v pořadu The Ben Stiller Show a psal pro něj scénáře. Objevil se také v jedné epizodě seriálu MADtv jako Newt Gingrich a v jednom dílu seriálu Seinfeld (The Junk Mail) jako „křehký“ Frankie Merman. Byl spoluautorem a výkonným producentem seriálu Super Adventure Team. Kromě toho se Gouldův stand up materiál objevil v animovaném seriálu Comedy Central Shorties Watchin' Shorties.
V roce 1998 se Gould objevil v epizodě Supermarket Story seriálu Dva z Queensu.
Gould psal v letech 2001–2007 scénáře pro seriál Simpsonovi a byl spoluvýkonným producentem 14. až 18. řady (2002–2007). Během svého působení v seriálu Gould namluvil tři epizody, včetně dílu z roku 2005, v němž namluvil Dona Knottse jako Barneyho Fifea – tato podoba vznikla v jeho stand-upu. Přestože Gould ze seriálu odešel, aby se mohl věnovat vlastní scenáristické tvorbě, třikrát se do něj vrátil, aby namluvil postavy.
Gould si zahrál epizodní roli ve filmu Girls Will Be Girls, kde ztvárnil oběť nehody, která ujela ní ujela a jež se přiznala ke svým problémům s alkoholem poté, co měla zoufalý vztah na jednu noc se stárnoucí céčkovou herečkou Evie Harrisovou, druhou řidičkou při autonehodě. Objevil se také ve filmu The Aristocrats, kde kromě jiného komentáře uvádí amišskou verzi stejnojmenného vtipu. Na jeho stránkách jsou ke stažení také jeho krátké filmy Last Man On Earth, Break On Through With J.F.K., A Night On Java Island a Soul Mates. S výjimkou posledně jmenovaného se ve všech objevuje Gould v hereckých rolích. V roce 2009 vyšel jeho nový stand up speciál Let Me Put My Thoughts In You na labelu Shout! Factory.
Gould propůjčil hlas titulní postavě v amerických verzích série videoher Gex a v britské verzi první hry. Gould spolu se svým častým partnerem Robem Cohenem napsal většinu vtipů pro tyto hry. Gould také namluvil hlas Hi Lariouse ve filmu Father of the Pride.
Pravidelně přispíval do rozhlasové show Adama Carolly, kde napodoboval Huella Howsera. Příležitostně se objevuje v podcastu The Adam Carolla Show. První epizoda Gouldova vlastního podcastu The Dana Gould Hour byla zpřístupněna na iTunes 31. ledna 2012. Mezi opakujícími se hosty jsou komici jako Eddie Pepitone a každá epizoda se točí kolem jednoho tématu.
V roce 2010 se objevil v živém vysílání v dílu Griffinových Brian píše bestseller.
V roce 2013 se Gould účinkoval s Melindou Hillovou a Scottem Shrinerem v epizodě webového seriálu Romantic Encounters. Často také vystupuje v živých vystoupeních s komikem Ardenem Myrinem jako The Tinkle Twins.
V roce 2016 Gould vytvořil komediální hororový seriál Stan Against Evil společnosti IFC. Gould se zde objevuje také jako postava Kevina, svérázného hrobníka a milostného zájmu Stanovy dcery Denise.

## Osobní život
Gould v žije v Los Angeles. V roce 2000 se oženil se Sue Naegleovou, bývalou prezidentkou společnosti HBO Entertainment. Pár se rozešel v roce 2014. Mají tři adoptované dcery, všechny pocházejí z Číny.